# Seilklettertechnik
Die Seilklettertechnik (SKT),  (inoffiziell auch Seilunterstützte Baumpflege genannt) ist ein Arbeitsverfahren der Baumpflege, die auch in der Forstwirtschaft eingesetzt wird.
Die Methodik umfasst Kletter- und Riggingtechniken, fachgerechten Einsatz der Motorsäge am Baum, spezielle Holzberge- und -rücktechniken, sowie Maßnahmen der  Unfallverhütung. Die Seilklettertechnik SKT ist ein von der zuständigen Sozialversicherung für Landwirtschaft, Forsten und Gartenbau (SVLFG, ehemals Gartenbau Berufsgenossenschaft) anerkanntes Arbeitsverfahren.

## Grundlage
Bäume werden oft mit der Seilzugangstechnik erklettert, insbesondere wenn sie an Standorten stehen, die mit  Steigern oder anderen Geräten (z. B. Krane) nicht oder nur unter Schwierigkeiten erreicht werden können. Zudem gilt die Seilklettertechnik grundsätzlich als schonende Methode der Baumpflege.
Im Unterschied zum Klettern im Bergsport dient das semistatische Kernmantelseil bei Baumklettertechniken unter Anwendung der SKT nicht zur Absturzsicherung. Es wird zum Aufstieg in die Krone und zur Unterstützung des Kletterers benutzt und ermöglicht beispielsweise ein „Begehen der Äste“. Der Baumpfleger kann damit die gesamte Krone des Baumes, bis hin zum Feinastbereich erreichen. Durch den Einsatz der SKT ist beim Baumklettern fast jeder Ast an jedem Baum, auch an für Technik unzugänglichen Standorten, erreichbar. Nur abgestorbene, extrem bruchgefährdete Bäume oder Äste oder Kronenbereiche in der Nähe von Hochspannungsleitungen sind für die SKT aus Sicherheitsgründen nicht zugänglich.
In der Baumpflege ist neben allgemeinen Arbeiten der Pflege und Baumsanierung inzwischen auch das vollständige Abtragen von Bäumen mittels Seilklettertechnik üblich, die zu den Fälltechniken zählt, sich aber grundsätzlich von der Fällung unterscheidet, weil der Baum nicht als Ganzes umgelegt, sondern stehend in Teile zerlegt wird. Falls Äste und Stammstücke nicht gefahrlos abgeworfen werden können, können sie durch kontrolliertes Ablassen an Materialseilen geborgen werden (das sogenannte Rigging), alternativ auch mit Kran oder Greifer, in Ausnahmefällen mit dem Hubschrauber.

## Doppelseiltechnik
Die Doppelseiltechnik ist ein Arbeitsverfahren zur Arbeitsplatzpositionierung an Seilen und Grundlage der SKT.
Die Methode der Doppelseiltechnik ist eine Weiterentwicklung und Spezialisierung aus dem Bereich der Höhlenforschung. Zum Erreichen seiner Arbeitsposition in einem Baum befördert der Baumpfleger, nach sorgfältiger Baumansprache, zunächst mit Hilfe eines Wurfsäckchens oder Schussgerätes eine dünne Schnur möglichst hoch über eine belastbare Astgabelung. Durch Anbindung eines  Baumkletterseiles an der Schnur wird dieses über die Astgabel gezogen. Zur Schonung der Rinde kann dabei ein Kambiumschoner über die Astgabel gezogen werden. Das Seil hängt nun im Doppelstrang, wobei das eine Ende am Gurt fixiert und das Andere mit einem ebendort fixierten Klemmknoten oder einer Seileinstellvorrichtung verbunden wird.
Der Aufstieg in den Baum kann dann durch verschiedene Aufstiegs- und Sicherungstechniken am freihängenden Seil erfolgen.
Verbreitet ist eine Fußklemm-Methode, bei der der freilaufende Seilstrang zwischen den Füßen so festgeklemmt wird, dass Beine und Arme zum Hinaufziehen benutzt werden können. Gängig ist auch die sogenannte Körperschubtechnik, bei der der Kletterer die Füße am Stamm behält und sich durch Hochschieben der Hüfte bei gleichzeitigem Nachziehen des ablaufenden Seiles nach oben bewegt. Gleichzeitig erfolgt durch das Seil die Sicherung des Baumpflegers mittels Klemmknoten.

## Ausbildung und Ausübung
Die Ausbildung zum Seilklettertechniker bzw. Baumkletterer auf Basis der Seilklettertechnik (SKT) erfolgt nach Berufsgenossenschaftlichen Vorschriften des Garten- und Landschaftsbaus. Die Prüfung nimmt ein akkreditierter Zertifizierer der SVLFG ab. Mit Abschluss der Ausbildung Seilklettertechnik Stufe B wird man berechtigt als Aufsichtführender Arbeiten zu leiten.
Anforderungen an den Anwender sind:
- Nachweis der Eignung/Tauglichkeit für die Durchführung gefährlicher Baumarbeiten nach VSG 4.2 § 2, festgestellt durch einen Arbeits-/Betriebsmediziner, aktualisiert alle 2 Jahre.
- Ersthelferausbildung, aktualisiert alle 2 Jahre
- Lehrgang Seilklettertechnik Fortbildungsstufe A (SKT-A)
- Grundfachkunde „Durchführung gefährlicher Baumarbeiten“, z. B. Fachkunde AS Baum I, erworben an einer durch die SVLFG begutachteten Fortbildungsstätte oder gleichwertig.
- Lehrgang Seilklettertechnik Fortbildungsstufe B (SKT-B) an einer akkreditierten Schule.

Die SVLFG führt eine Liste der anerkannten Fortbildungsstätten für Seilklettertechnik.
Die Ausbildung besteht aus drei aufeinander aufbauenden Kursen (Level A, B, C). Jeder Kurs ist für die Dauer einer Woche konzipiert und schließt mit einer Prüfung ab. Voraussetzungen sind ein Mindestalter von 18 Jahren, der Nachweis über einen Ersthelferkurs, nicht älter als 24 Monate, eine Arbeitsmedizinische Vorsorgeuntersuchung G 41+, G 20 oder H 9, und jeweils das Bestehen des vorherigen Levels. Zudem benötigt man ab der Stufe B für das Arbeiten mit der Motorsäge einen entsprechenden Qualifikationsnachweis
- Level A (Basiskurs SKT A) vermittelt die Grundlagen u. a. zur Gefährdungsermittlung (Baumansprache), Arbeit im Baum, Baumschutz, Einsatz der Handsäge, und seilunterstützter Arbeitsplatzpositionierung, den Umgang mit der Persönlichen Schutzausrüstung (PSA), Befestigungs- und Sicherungsknoten, Selbstsicherung, Fremdsicherung, Aufstiegs- und Abseiltechnik mit und ohne Abseilgeräte und die Aneignung der Rettungsverfahren.
- Level B (Seilklettertechniker) vermittelt insbesondere die sicherheitsrelevanten Inhalte zum Führen einer Baustelle, es werden die von der Berufsgenossenschaft vorgeschriebenen Gefährdungsermittlungen erstellt. Im Mittelpunkt der praktischen Ausbildung steht der Einsatz von Motorsägen im Baum. Level B kann nur mit einem Nachweis von 300 Seilstunden nach Absolvierung von Level A absolviert werden. Eine Anerkennung von Seilstunden unter Anwendung von Seilzugangstechnik SZT ist teilweise möglich.
- Der Level C besteht aus 3 speziellen Bausteinen, welche im direkten Zusammenhang mit dem Baumstammrückbau notwendig sind. Im Mittelpunkt steht die Stammfällung, Rigging und der Einsatz von Steigeisen.

Nach dem Erwerb der erforderlichen Kenntnisse und Fertigkeiten „Fortbildungsstufe A (SKT-A)“ müssen vor der Teilnahme am Lehrgang „Fortbildungsstufe B (SKT-B)“ Erfahrungen gesammelt werden. Das heißt, der Kletterer muss 300 Einsatzstunden praktischer Klettertätigkeit schriftlich nachweisen, um eine gewisse Sicherheit und Routine im Klettern erlangt zu haben, bevor die Anmeldung zur „Fortbildungsstufe B (SKT-B)“ erfolgt. Entsprechende Nachweislisten werden durch die Ausbildungsstätten verteilt.

## Persönliche Schutzausrüstung

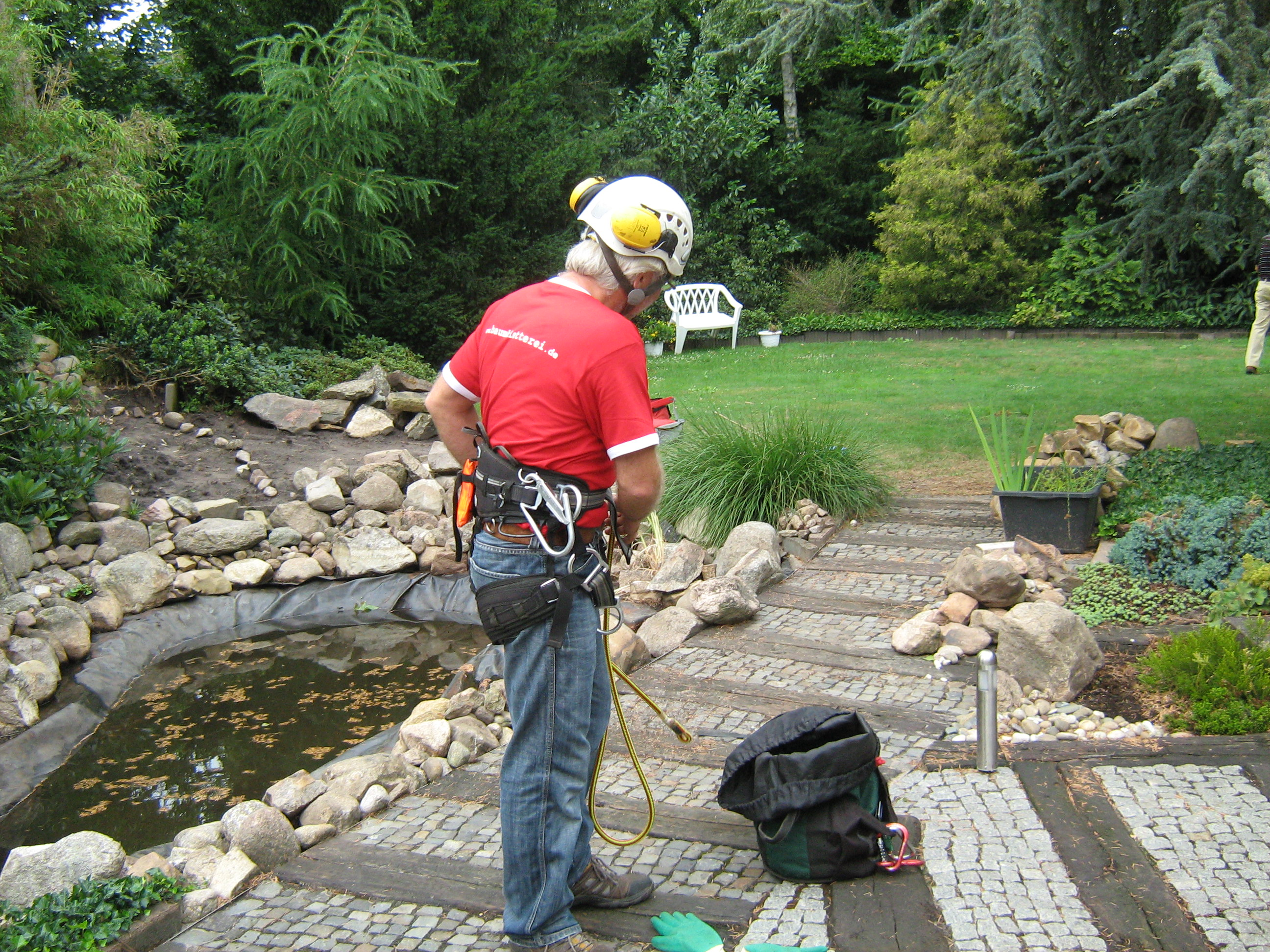
Baumkletterei-Ausrüstung

Die Mindestanforderung an Persönliche Schutzausrüstung (PSA) sind
- Schutzhelm nach EN 12492 (Bergsporthelm) oder alternativ nach EN 397 oder EN 14052 (wenn eine entsprechend geprüfte und geeignete Kinnberiemung vorhanden ist).
- Augenschutz nach EN 166 oder Gesichtsschutz nach EN 1731
- Schutzhandschuhe nach EN 420
- Gehörschutz nach EN 352 (Teil 1 oder 2) bei Einsatz lauter Maschinen
- Schutzkleidung nach EN 381 für die Benutzung handgeführter Kettensägen bei Einsatz SKT-B, PSA-Forst
- Fußschutz nach EN ISO 20345 mit Schnittschutz bei Einsatz SKT-B

Eine vollständige und gute Kletterausrüstung, die regelmäßig auf Verschleiß kontrolliert werden muss, kann zudem umfassen:
- Auffang-, Halte- und Sitzgurt (EN 361, EN 358 und EN 813), dabei häufig mit einem speziellen Sitzgurt mit Sliding-D.
- Durchtrennhemmendes Halteseil zur Arbeitsplatzpositionierung am Arbeitsort.
- gegebenenfalls Abseilgeräte (EN 341)

Weitere benötigte Ausrüstung:
- Sprechverbindung zu den Helfern am Boden (Interkom oder Handsprechfunkgerät)
- Sicherungsseil für Motorsäge zum Hängen unterhalb der Füße als Transporthilfe, Sicherheitsmaßnahme bei Entgleiten mit laufender Kette (Rückschlageffekt)
- optional Steigeisen